# تاریخ طبیعی

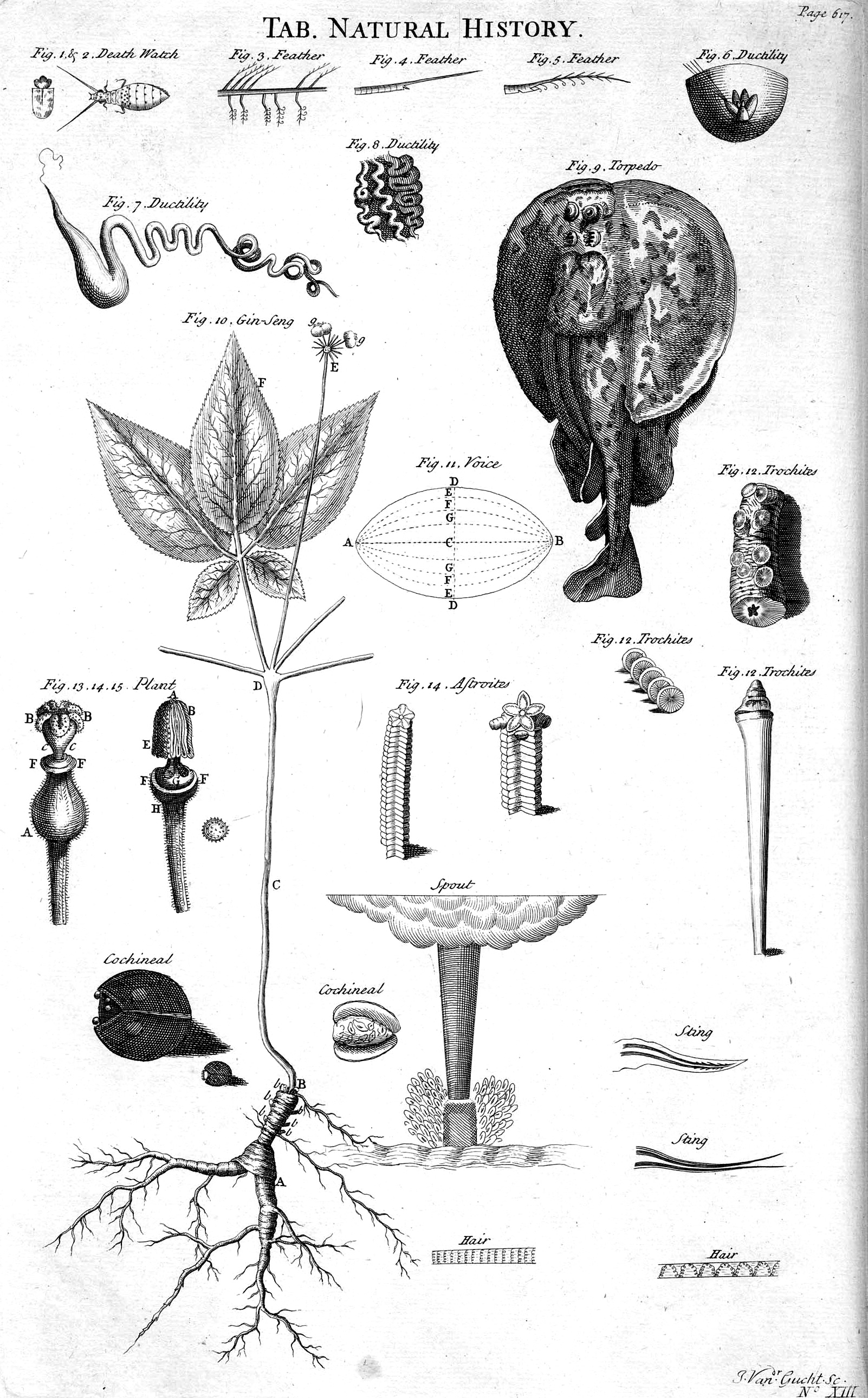
فهرست تاریخ طبیعی در دانشنامهٔ سیکلوپدیا، ۱۷۲۸

تاریخ طبیعی (به انگلیسی: Natural History) روش علمی بررسی جانوران و گیاهان است. این روش بیشتر بر مشاهده تکیه دارد تا آزمایش و بیشتر پژوهش‌های آن در مجله‌های علمی چاپ می‌شوند تا ژورنال‌های تخصصی.